# Johannes Eppelein
Johannes Eppelein (* 27. Juli 1891 in Münchsteinach; † 17. August 1965 in Haar) war ein deutscher Maler.

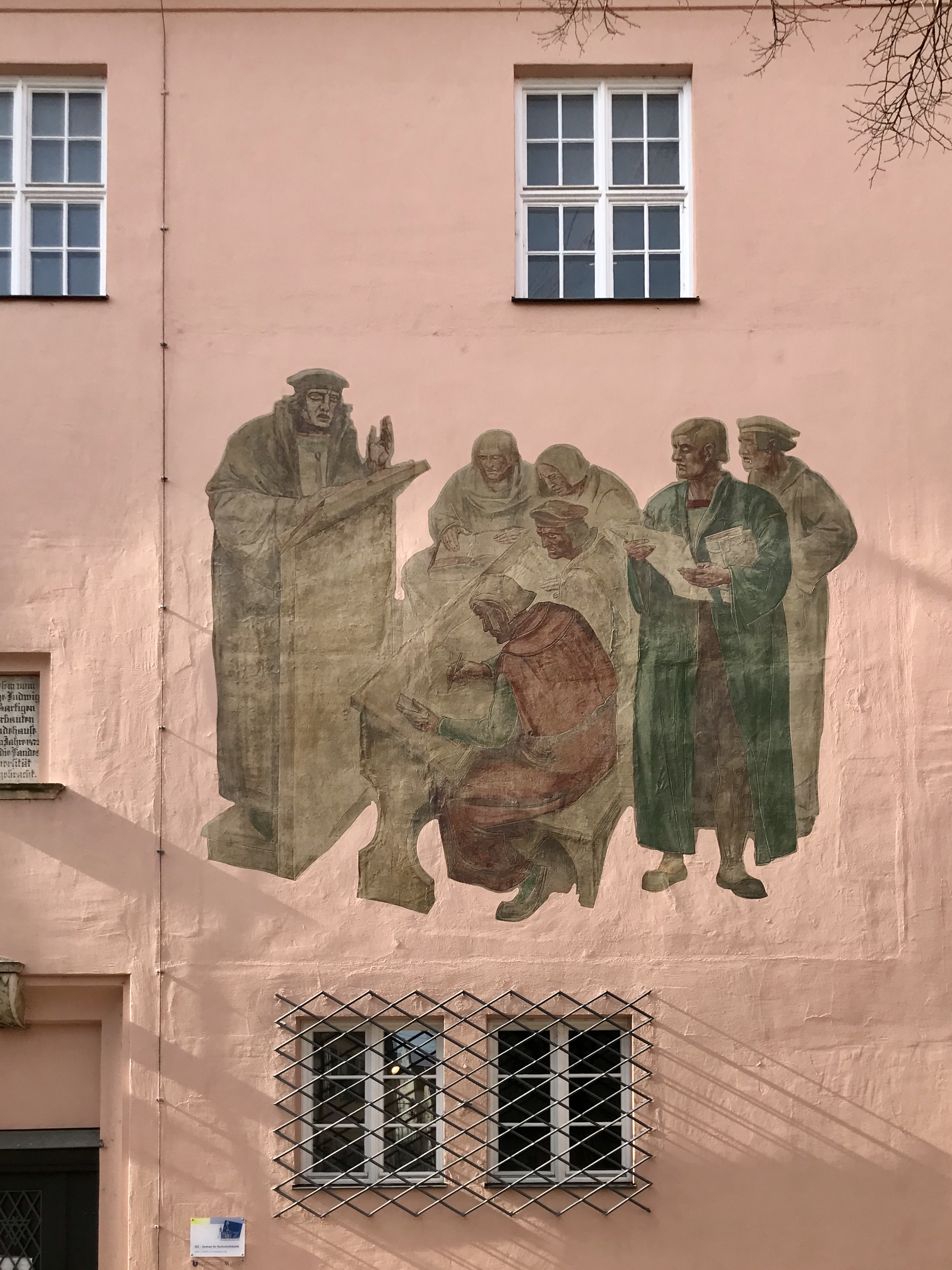
Fresko Vorlesung – Hohe Schule, Ingolstadt

## Werdegang
Johannes Eppelein wuchs als Sohn des Pfarrers von Ermetzhofen Paul Eppelein und dessen Frau Charlotte auf. 1901 besuchte er das Progymnasium in Rothenburg ob der Tauber und anschließend das Realgymnasium in Gera. Er machte eine Zeichen- und Grafikausbildung an der Kunstgewerbeschule Nürnberg, unter anderem bei Rudolf Schiestl und Hermann Gradl. 1910 studierte Eppelein an der Münchner Akademie Zeichnen bei Angelo Jank und Maltechnik bei Max Dörner. 1914 zog Eppelein als Offiziersanwärter nach Ingolstadt und 1918 übernahm er das Atelier von Wilhelm Donaubauer in der Harderstraße. Im Jahr 1930 heiratete er Edith Pulst in Magdeburg. 1939 bezog er das Haus in der Klenzestraße 4. Er wurde im Westfriedhof Ingolstadt beigesetzt.
Johannes Eppelein war Mitglied im Berufsverband Bildender Künstler München e. V. und ab 1923 Mitglied im Kunstverein Ingolstadt und Delegierter im Ständigen Vertreterausschuss der bayerischen Kunstvereine.

## Wirken
Eppelein schuf Fresken und Gemälde und prägte, neben Federico von Rieger, Carl Otto Müller, Pius Eichlinger, Alois Schölß, Gustav Schneider, Karl August Tinti, Käte Krakow und Knut Schnurer, lange Zeit die Ingolstädter Kunstszene.

## Kunst am Bau

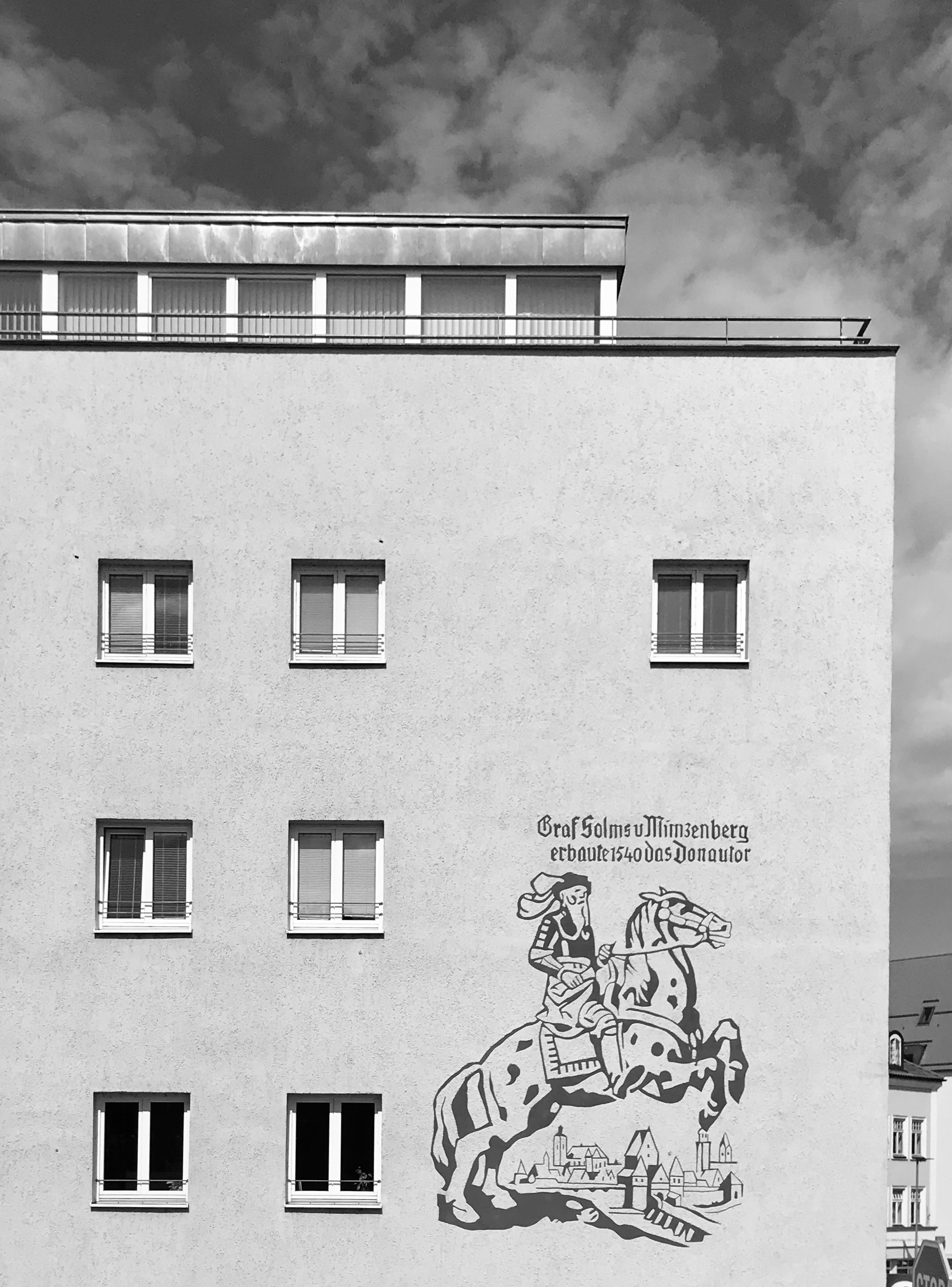
Wandgemälde – Münzbergtor 1, Ingolstadt

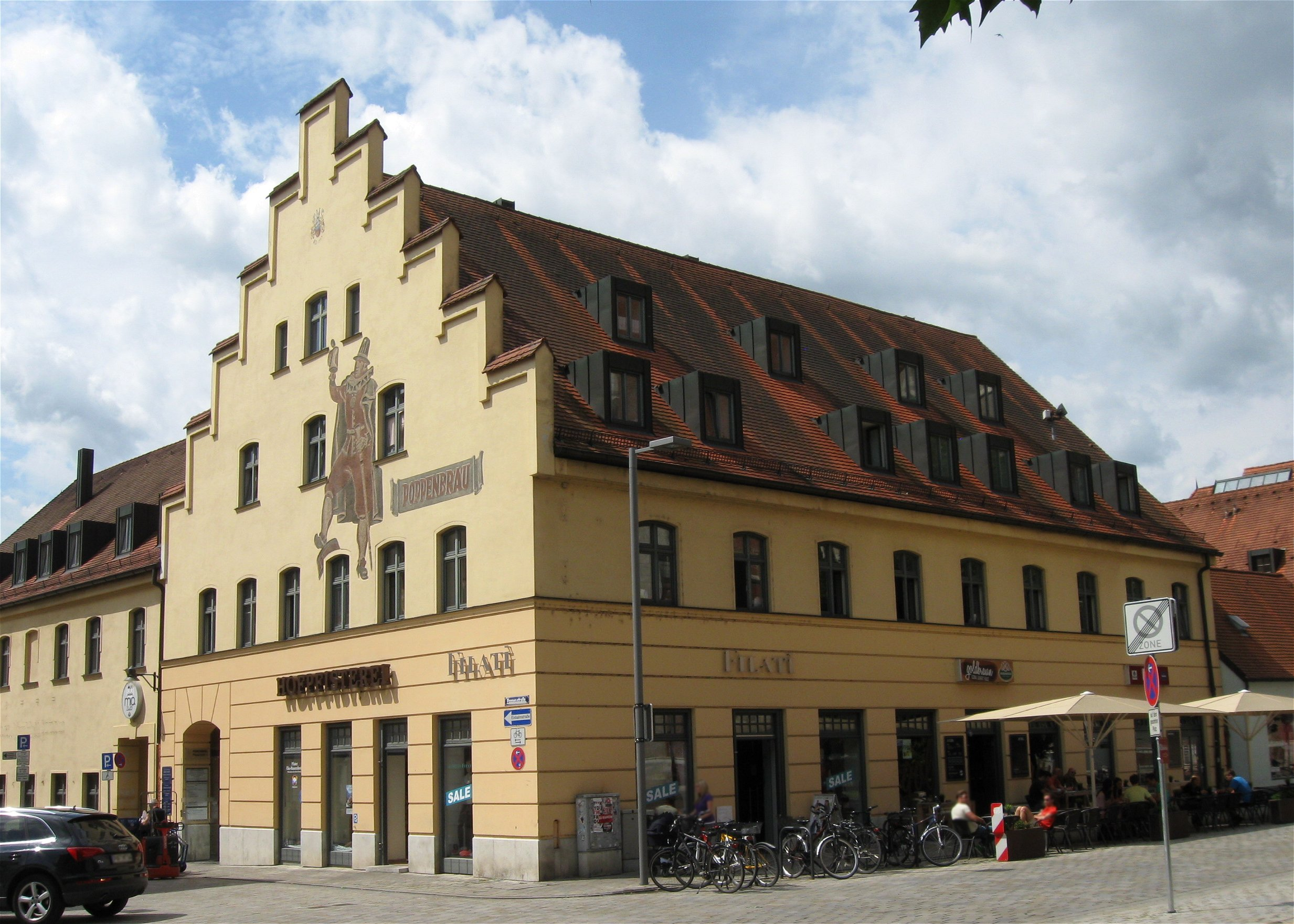
Fassadengemälde – Poppenbräu, Ingolstadt

- 1. Hälfte 20. Jahrhundert: Fassadengemälde Brauer – Poppenbräu, Ingolstadt[2]
- 1933: Fresko Vorlesung – Hohe Schule, Ingolstadt (Umbau von Franz Schwäbl)
- 1965: Mappe von Herbert Geier mit Arbeiten der Ingolstädter Künstler Johannes Eppelein, Pius Eichlinger, Käte Krakow, Gustav Schneider, Knut Schnurer und Liselotte Spreng[3]
- Wandgemälde – Münzbergtor 1, Ingolstadt (Sanierung von Andreas Mühlbauer und Kopie von Robert Zenger und Nikolaus Lesti)[4]
- Wandgemälde 7 Schwaben – Schwabenbräu, Ingolstadt
- Wandgemälde Moses, Triumphbogen und Jesaja – St. Matthäus, Ingolstadt[5]
- Fresko Marienbildnis mit Stadtsilhouette – Gartengasse 1 ½, Ingolstadt[6]
- Wandgemälde – Klenzestraße 4, Ingolstadt
- Fresko Heiliger Antonius von Padua – Antonius-Schwaige, Ingolstadt[7]

## Ausstellungen
- 1961: Kunstverein Ingolstadt
- 2015: Sonderausstellung, Stadtmuseum Ingolstadt[8]